# Pierrot Lunaire (Schönberg)
Pierrot Lunaire opus 21 is een compositie van de Oostenrijkse componist Arnold Schönberg uit 1912.

## Geschiedenis
De Belgische dichter Albert Giraud (1860-1929) schreef in 1884 een serie van vijftig gedichten rond Pierrot, de klassieke clown uit de commedia dell'arte;  'Pierrot Lunaire' betekent 'Pierrot in de maneschijn' of 'De maanzieke Pierrot'. De macabere, symbolistische gedichten zijn geschreven in een specifieke dichtvorm, het rondo, waarin per gedicht steeds de eerste, de middelste en de laatste regel (of twee regels) ongeveer gelijk zijn.
De Duitse dichter Otto Erich Hartleben (1864-1905) publiceerde in 1892 een vrije bewerking van deze gedichten in het Duits, een cyclus van 21 gedichten (waarvan twee geheel door hemzelf geschreven), met veranderde volgorde, en met weglating van sommige beschreven personen. Een voorbeeld van een van de cynische gedichten:
GALGENLIED
Die dürre Dirne
Mit langem Halse
Wird seine letzte
Geliebte sein.
In seinem Hirne
Steckt wie ein Nagel
Die dürre Dirne
Mit langem Halse.
Schlank wie die Pinie,
Am Hals ein Zöpfchen -
Wollüstig wird sie
Den Schelm umhalsen,
Die dürre Dirne!
Arnold Schönberg gebruikte de gedichten als basis voor zijn compositie Pierrot Lunaire, geschreven in opdracht van de actrice Albertine Zehme.

## Compositie
De compositie is geschreven voor spreekstem, piano, dwarsfluit/piccolo, (bas-)klarinet, (alt-)viool en cello. Het gebruik van de spreekstem paste in de traditie van het melodrama, een bekende theatervorm waar Schönbergs opdrachtgeefster Albertine Zehme veel succes mee had. Zehme vroeg aan Schönberg een werk voor haar, maar was voor wat betreft geld te zuinig en hij dacht min of meer opgelucht daarmee van de opdracht af te zijn. Er kwam een aanvullend bedrag en Schönberg ging alsnog overstag. Schönbergs muziek en instrumentatie verbaasde echter veler oren. Igor Stravinsky en Giacomo Puccini bewonderden de door Schönberg vernieuwde traditie. De reactie van het publiek was gemengd. Gecomponeerd in 1912, met een première in Berlijn op 16 oktober 1912, werd het werk anderhalf jaar later echter wel populair na een uitvoering in Berlijn onder leiding van Fritz Stiedry (5 januari 1914). Tegenwoordig is Pierrot Lunaire een standaardwerk van de modern-klassieke muziek.
De 21 liederen zijn gegroepeerd in drie delen. De titels van de gedichten zijn:
- deel 1: Mondestrunken, Colombine, Der Dandy, Eine blasse Wäscherin, Valse de Chopin, Madonna, Der kranke Mond;
- deel 2: Die Nacht, Gebet an Pierrot, Raub, Rote Messe, Galgenlied, Enthauptung, Die Kreuze;
- deel 3: Heimweh, Gemeinheit, Parodie, Der Mondfleck, Serenade, Heimfahrt, O alter Duft.